# Tangeh-ye Seh
Tangeh-ye Seh (em persa: تنگه سه) é uma aldeia do distrito rural de Bahmanshir-e Jonubi, no condado de Abadan, na província de Fars, Irã.
Segundo o censo de 2006, sua população era de 1 137 habitantes, em 217 famílias.